# SAVE OUR SHIP
『SAVE OUR SHIP』（セイヴ・アワー・シップ）は、2001年8月22日に発売された浜田省吾の15枚目のアルバム。

## 背景
前作『青空の扉 〜THE DOOR FOR THE BLUE SKY〜』から5年ぶりのアルバムで、1998年から2001年まで足掛け4年間に渡って敢行されたコンサートツアー「ON THE ROAD 2001」の集大成的なアルバムとなっている。
本作発売後「ON THE ROAD 2001」の締め括りとして、全国アリーナ・ツアーと20年ぶりの日本武道館公演が開催された。

## 制作
ツアー期間中に発表されたシングル曲が多数収録され、先行シングル「君の名を呼ぶ」を含むと全12曲中、8曲が既発曲となっている。いずれもアルバム収録に伴って、アレンジし直されている。
「LOVE HAS NO PRIDE」のヒップホップ、「午前4時の物語」のハードコア・ラップの楽曲が収録され、新しい音楽性を示している。アルバム発売時インタビューで「ポップ・ミュージックは旬でなければいけない。後ろを振り返ってオールディーズになるのは嫌なんです」と話していた。また、アレンジ面では水谷公生による音楽作成ソフト「Pro Tools」が全編に渡って使用されており奥行きのあるデジタル・サウンドを構築している。

## 収録曲
| 全作詞・作曲: 浜田省吾、全編曲: 浜田省吾 & 水谷公生（#10のみ浜田省吾 & 水谷公生, 星勝）。 |                                                                             |           |            |                      |      |
| #                                                                                         | タイトル                                                                    | 作詞      | 作曲・編曲 | ストリングスアレンジ | 時間 |
| 1.                                                                                        | 「青空」(BLUE SKY)                                                          | 浜田省吾  | 浜田省吾   |                      | 6:26 |
| 2.                                                                                        | 「…to be "Kissin'you"」                                                     | 浜田省吾  | 浜田省吾   |                      | 5:47 |
| 3.                                                                                        | 「GIVE ME ONE MORE CHANCE」                                                 | 浜田省吾  | 浜田省吾   |                      | 5:28 |
| 4.                                                                                        | 「LOVE HAS NO PRIDE この街の男は女のことで悩みすぎてる」(LOVE HAS NO PRIDE) | 浜田省吾  | 浜田省吾   |                      | 6:02 |
| 5.                                                                                        | 「君の名を呼ぶ」(I Call Your Name)                                          | 浜田省吾  | 浜田省吾   |                      | 6:23 |
| 6.                                                                                        | 「真夏の路上」(ON THE STREET AT MIDSUMMER)                                  | 浜田省吾  | 浜田省吾   |                      | 3:47 |
| 7.                                                                                        | 「午前4時の物語」(THE 4AM STORY)                                            | 浜田省吾  | 浜田省吾   |                      | 2:59 |
| 8.                                                                                        | 「あい色の手紙」(A LETTER IN INDIGO)                                        | 浜田省吾  | 浜田省吾   | 星勝                 | 3:43 |
| 9.                                                                                        | 「彼女」(SHE)                                                               | 浜田省吾  | 浜田省吾   |                      | 4:02 |
| 10.                                                                                       | 「Theme of "Midnight Cab"」                                                 | 浜田省吾  | 浜田省吾   |                      | 4:33 |
| 11.                                                                                       | 「モノクロームの虹」(THE MONOCHROME RAINBOW)                                | 浜田省吾  | 浜田省吾   | 福田裕彦             | 4:58 |
| 12.                                                                                       | 「日はまた昇る」(THE SUN ALSO RISES)                                        | 浜田省吾  | 浜田省吾   |                      | 7:20 |
| 合計時間:                                                                                 | 合計時間:                                                                   | 合計時間: | 61:28      |                      |      |

## 楽曲解説
1. 青空
  - 先行シングル「モノクロームの虹」のカップリング曲。
2. …to be "Kissin'you"
  - 先行シングル曲。
3. GIVE ME ONE MORE CHANCE
  - 先行シングル「LOVE HAS NO PRIDE」のカップリング曲。
4. LOVE HAS NO PRIDE この街の男は女のことで悩みすぎてる
  - 先行シングル曲。シングルでは間奏のラップを町支寛二が担当していたが、アルバム・バージョンでは浜田が担当している。
5. 君の名を呼ぶ
  - 先行シングル曲。
6. 真夏の路上
  - 先行シングル「…to be "Kissin'you"」のカップリング曲で、1995年に吉田栄作に提供した「真夏の路上 〜午前3時のWILD BOY〜」のセルフカバー。
  - 6〜8の3曲はストーリーが繋がっている。
7. 午前4時の物語
  - かつてファンクラブの人気投票で1票も入らず、本人はショックを受けていた。リベンジとしてベスト・アルバム『The Best of Shogo Hamada vol.3 The Last Weekend』（2010年）にてリメイクされた。
8. あい色の手紙
  - 原曲は1970年代に「昼休み」というタイトルでステージで歌われていた曲で、新たに歌詞を書き換えて発表された。
9. 彼女
  - 浜田自身がアルバムの中で最もお気に入りとして挙げているラブソング。
10. Theme of "Midnight Cab"
  - コンサート・ツアーのヴィジュアルで使用されていた楽曲で、英語によるジャズ・テイストのポエトリーリーディングとなっている（浜田による語りではない）。
11. モノクロームの虹
  - 先行シングル曲。
12. 日はまた昇る
  - 先行シングル「詩人の鐘/日はまた昇る」の2曲目に収録されている。

## 参加ミュージシャン
| 青空 - Guitar & FX：浜田省吾 - Soprano Sax：古村敏比古 - Strings：金原千恵子 Group - Backing Vocal：浜田省吾 - FX：水谷公生 …to be "Kissin'you" - Drums：木村万作, 大久保敦夫 - Bass：岡沢茂, 美久月千晴 - Acoustic Guitar & Backing Vocal：浜田省吾 - Electric Guitar, Synthesizer & Rhythm Programmings：水谷公生 - Synthesizer：福田裕彦 GIVE ME ONE MORE CHANCE - Synthe Bass & Electric Pf：福田裕彦 - Nylon Guitar, Electric Guitar, Synthesizer & Rhythm Programmings：水谷公生 - Backing Vocals：浜田省吾, 町支寛二 LOVE HAS NO PRIDE この街の男は女のことで悩みすぎてる - Synthe Bass：福田裕彦 - Electric Guitar：浜田省吾 - Electric Guitar, Synthesizer & Rhythm Programmings：水谷公生 - Backing Vocals：浜田省吾, 町支寛二 君の名を呼ぶ - Bass：山内薫 - Nylon Guitar, Electric Guitar, Synthesizer & Rhythm Programmings：水谷公生 - Backing Vocal：浜田省吾 真夏の路上 - Drums：大久保敦夫 - Bass：岡沢茂 - Electric Guitar：水谷公生 - Background Vocal：浜田省吾 | 午前4時の物語 - Bass：山内薫 - Electric Guitar, Synthesizer & Rhythm Programmings：水谷公生 - Backing Vocal：浜田省吾 あい色の手紙 - Piano：小島良喜 - Strings：後藤勇一郎 Group - Backing Vocal：浜田省吾 彼女 - Bass：渡辺等 - Synthesizer & Rhythm Programmings：水谷公生 - Backing Vocal：浜田省吾 Theme of "Midnight Cab" - Drums：山木秀夫 - Wood Bass：高水健司 - Piano：小島良喜 - Trumpet：Eric Miyashiro - Strings：後藤勇一郎 Group モノクロームの虹 - Drums：大久保敦夫 - Bass：岡沢茂 - Electric Guitar, Acoustic Guitar, Harmonica & Backing Vocal：浜田省吾 - Sax：古村敏比古 - Hammond & Synthe Bass：福田裕彦 - Strings：金原千恵子 Group - Synthesizer：水谷公生 日はまた昇る - Drums：木村万作 - Bass：美久月千晴 - Acoustic Guitar, Electric Guitar, Synthesizer & Rhythm Programmings：水谷公生 - Mandolin, Flute, Whistle：古村敏比古 - Organ：福田裕彦 - Backing Vocal：浜田省吾, 町支寛二 |

## スタッフ
- Rec engineer：水谷公生, 松尾順二
- Digital-Analog Converted：桑島幻矢 (Tr.02,04,12), 鈴木直樹 (Tr.01,11)
  - at Fairlife Studio (ProTools), ソニー・ミュージック信濃町スタジオ, West Side Studio
- Mix engineer：Simon Osborne (Tr.03-05, 08-10)
  - at Steerpike Portable Studios (Wiltshire, UK)
- Mix engineer：Chris Sheldon (Tr.01-02, 06-07, 11-12)
  - at Town House Studios (London, UK)
- Mastered by Chris Blair
  - at Abbey Road Studios (London, UK)